# Craniossinostose
Craniossinostose ou cranioestenose (de cranio, crânio; + syn, junto; + ostosis relativo a osso), também chamada estenose craniofacial é uma anomalia decorrente da fusão prematura das suturas craniais. O crânio humano não é constituído por uma peça óssea única, mas por vários ossos que apresentam contato entre si, como as placas tectônicas sobre a superfície terrestre. O local de contato entre duas placas ósseas no crânio é chamada de sutura. Quando uma sutura se fecha prematuramente, o crânio não cresce na direção perpendicular a esta  sutura afetada, o que resulta em deformidades cranianas. O tipo da deformidade dependerá de qual sutura foi fechada prematuramente.

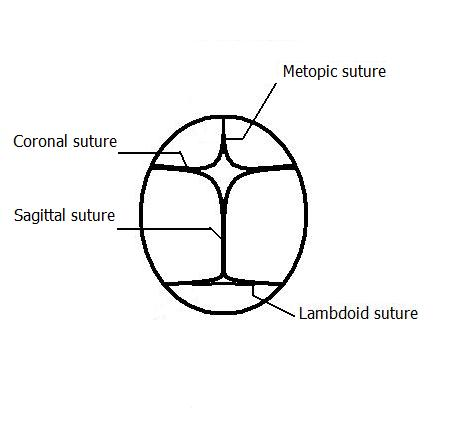
Suturas craniais

As craniossinostoses estão associadas a mutações genéticas e podem aparecer de forma isolada ou integrando uma dentre as  mais de 50 síndromes  ligadas à doença. 
Ao contrário do que se pensa, a cranioestenose não se relaciona com fechamento da fontanela anterior, também conhecida como “moleira”. Caso não haja alteração do formato da cabeça, do tamanho do crânio (perímetro craniano) ou do desenvolvimento neurológico, o simples fato de a fontanela estar fechada ou diminuída não traz nenhum prejuízo à criança, mesmo nos primeiros meses de vida.

## Classificação
As diferentes formas de craniossinostose classificam-se segundo a sutura craniana afetada: 
- Escafocefalia (crânio em forma de barco com a quilha  virada para cima) - crânio dolicocefálico estreito, resultante da fusão prematura e fechamento (estenose) da sutura sagital.[4] É a forma mais comum de craniossinostose (mais da metade dos casos), sendo mais frequente em meninos. O crânio fica alongado (distância ântero-posterior aumentada e distância latero-lateral diminuída). O perímetro cefálico pode ser normal e há hidrocefalia em 7% dos casos.[5][6]

- Plagiocefalia (crânio oblíquo ou inclinado) - assimetria do crânio devido à fusão unilateral prematura das suturas lambdóide ou coronal, sendo a última mais comum. Causa escoliose crânio-facial por crescimento compensatório do lado contra-lateral à sutura acometida. É a segunda forma mais freqüente.

- Braquicefalia - fechamento das duas suturas coronais, parada do crescimento da fossa anterior, com crescimento compensatório das fossas temporais. Há hipodesenvolvimento da maxila, causando dificuldade respiratória, e exoftalmia por cavidade orbitária rasa. É o tipo que mais se relaciona à hipertensão intracraniana (50% )  por fechamento da sutura, em razão da vasodilatação cerebral decorrente do aumento de CO2). Freqüentemente está relacionada a outras malformações sindrômicas.

- Trigonocefalia - caracterizada pelo fechamento precoce da sutura metópica durante a vida fetal. O crânio assume a forma triangular, com crista frontal proeminente. Pode resultar em graus variados de hipotelorismo.[7]

- Oxicefalia - decorre do acometimento de várias suturas simultaneamente. O crânio assume a forma cônica. É mais comum na África e uma grande parte das crianças evolui com hipertensão intracraniana e retardo do desenvolvimento. É associada à síndrome de Apert e à síndrome de Carpenter.

- Crânio em trevo (Kleeblattschädel) - deformidade gerada pelo fechamento das suturas coronais e occipitais. Apresenta-se como um crânio trilobado, com exorbitismo e hipertelorismo. Pode estar associada à acondroplasia e à hidrocefalia.[8]

## Tratamento
O tratamento da craniossinostose é cirúrgico, tendo em vista o risco de hipertensão intracraniana e sofrimento cerebral que pode levar a regressão do desenvolvimento neuropsicomotor, a possibilidade de alterações oftalmológicas que podem chegar à perda de visão, além das razões de ordem estética. A cirurgia tem melhores resultados quando realizada ao longo do primeiro ano de vida. . As técnicas cirúrgicas de reconstrução ossea nas craniossinostoses não sindrômicas permitem uma correção efetiva, em tempo único, não havendo necessidade da utilização de distratores ou dispositivos metálicos. 